# Referendumul constituțional din România, 1866
Referendumul pentru alegerea domnitorului Carol I s-a desfășurat la 20 aprilie 1866.
Referendumul a fost aprobat cu 99,97% din voturi exprimate, iar prințul Karl Ludwig a fost înscăunat ulterior ca domnitor cu numele regal Carol I la 23 octombrie. Titlul său a fost ridicat ulterior la rege al României în 1881.

## Context
În februarie 1866, domnitorul Alexandru Ioan Cuza a fost forțat să abdice. După abdicare, s-a dorit să se aducă un nou conducător dintr-o dinastie europeană.

## Rezultate
| Alegere                            | Voturi  | %     |
| ---------------------------------- | ------- | ----- |
| Pentru                             | 685.969 | 99,97 |
| Împotrivă                          | 224     | 0,03  |
| Total                              | 686.193 | 100   |
| Alegători înscriși/prezența la vot | 811.030 | 84,60 |
| Sursa: Direct Democracy            |         |       |